# Ростовська і Новочеркаська єпархія
Росто́вська єпа́рхія (рос. Ростовская епархия) — єпархія Російської православної церкви. Входить до складу Донської митрополії. Об'єднує парафії і монастирі на південному заході Ростовської області.
Кафедральне місто — Ростов-на-Дону.
Кафедральні собори:
- Собор Різдва Пресвятої Богородиці (Ростов-на-Дону)
- Вознесенський (Новочеркаськ)

## Історія
Раніше на Дону існувала Донська і Новочеркаська єпархія, яка була заснована 1829 року із кафедрою в Новочеркаську. До її складу увійшли також Чорноморське військо і Кавказька область; архієрею присвоєно титул Новочеркаського і Георгіївського. 1842 року, з установою Кавказької єпархії, новочеркаські архієреї отримали титул Донських і Новочеркаських.
Пропонувалося створити на території Ростовського і Таганрозького округів самостійну кафедру з центром у Ростові-на-Дону. У відповідь на цей проект Катеринославського владики донське духовенство направило в Синод прохання «відкрити вікарійство при Донському архіпастирі». Синод не задовольнив обидва клопотання.
Ростовська єпархія створена 24 травня 1919 року рішенням Тимчасового Вищого Церковного Управління Південного Сходу Росії, відокремленням з Катеринославської єпархії і на той момент називалася «Ростовська і Таганрозька».
Рішення про виділення єпархії було зроблено на Ставропольському соборі (19—24 травня 1919 року), який було скликано щоб організувати Тимчасове вище церковне управління для частин Руської православної церкви, які опинилися на території, зайнятій військами Денікіна.
На початку 20-х років, після встановлення радянської влади на Дону, почалися гоніння на церкву. Була створена комісія по проведенню в життя Декрету «Про відокремлення церкви від держави і школи від церкви», діяльність якої, зокрема, була спрямована на закриття храмів. До 1923 року в Ростові було закрито 7 церков.
У 1930-ті роки повсюдно здійснювалося масове закриття і руйнування храмів, знищення і осквернення святинь. 1937-го року був закритий Ростовський кафедральний собор. Він відкрився знову під час окупації 1942-го року і надалі залишався чинним.
Єпархія відновила діяльність з 1943 року і до її складу увійшла територія скасованої Донський єпархії.
27 липня 2011 року з Ростовської єпархії виділено Шахтинская і Волгодонская єпархії. 6 жовтня 2011 року Ростовська, Волгодонская і Шахтинская єпархії включено до складу новоутвореної Донської митрополії.

## Єпископи
Ростовські і Таганрозькі (1919—1948)
- Арсеній (Смоленец) (24 травня 1919 — 1 листопада 1927)
- Серафим (Силичев) (27 жовтня 1927 — 17 листопада 1931)
- Олександр (Бялозор) (1931-1932)
- Микола (Амасийский) (22 листопада 1933-1935)
- Діонісій (Прозоровський) (січень — кін. 1936)
- Микола (Амасийский) (1942) в/у
- Єлевферій (Воронцов) (10 серпня 1943 — 5 квітня 1946)
- Серафим (Шарапов) (14 квітня 1946 — 30 жовтня 1947)
- Сергій (Ларін) (30 жовтня 1947 — 19 жовтня 1949)

Ростовські і Новочеркаські (24 лютого 1948 — 1954)
- Миколай (Чуфаровський) (19 жовтня 1949 — 23 березня 1951)
- Веніамін (Федченков) (23 березня 1951 — 28 листопада 1955)

Ростовські і Кам'янські (1954—1957)
- Флавіан (Іванов) (28 листопада 1955 — 7 жовтня 1958)

Ростовські і Новочеркаські (з 1957)
- Інокентій (Зельницький) (8 грудня 1958 — 16 березня 1961)
- Никандр (Вікторов) (16 березня — 16 серпня 1961)
- Сергій (Петров) (серпень 1961 — 12 січня 1962) в/в, єп. Воронезький
- Ієронім (Захаров) (12 січня 1962 — 14 грудня 1966)
- Алексій (Конопльов) (15 грудня 1966 — 7 жовтня 1967) в/в, архиєп. Краснодарський
- Іларіон (Прохоров) (7 жовтня 1967 — 16 грудня 1969)
- Микола (Кутєпов) (16 грудня 1969 — 1 грудня 1970)
- Володимир (Котляров) (1 грудня 1970 — 31 травня 1973)
- Іоасаф (Овсянников) (31 травня 1973 — 2 квітня 1982)
- Володимир (Сабодан) (16 липня 1982 — 27 травня 1992)
- Володимир (Котляров) (повторно, 23 лютого 1993 — 27 грудня 1995)
- Пантелеімон (Долганов) (27 грудня 1995 — 27 липня 2011)

Ростовські (з 2011)
- Меркурій (Іванов) (з 27 липня 2011)

## Вікаріатства
- Азовське (не діє)
- Єйське[ru] (нині самостійна єпархія)
- Таганрозьке[ru] (не діє)